# Muhammad-Ali-Orden

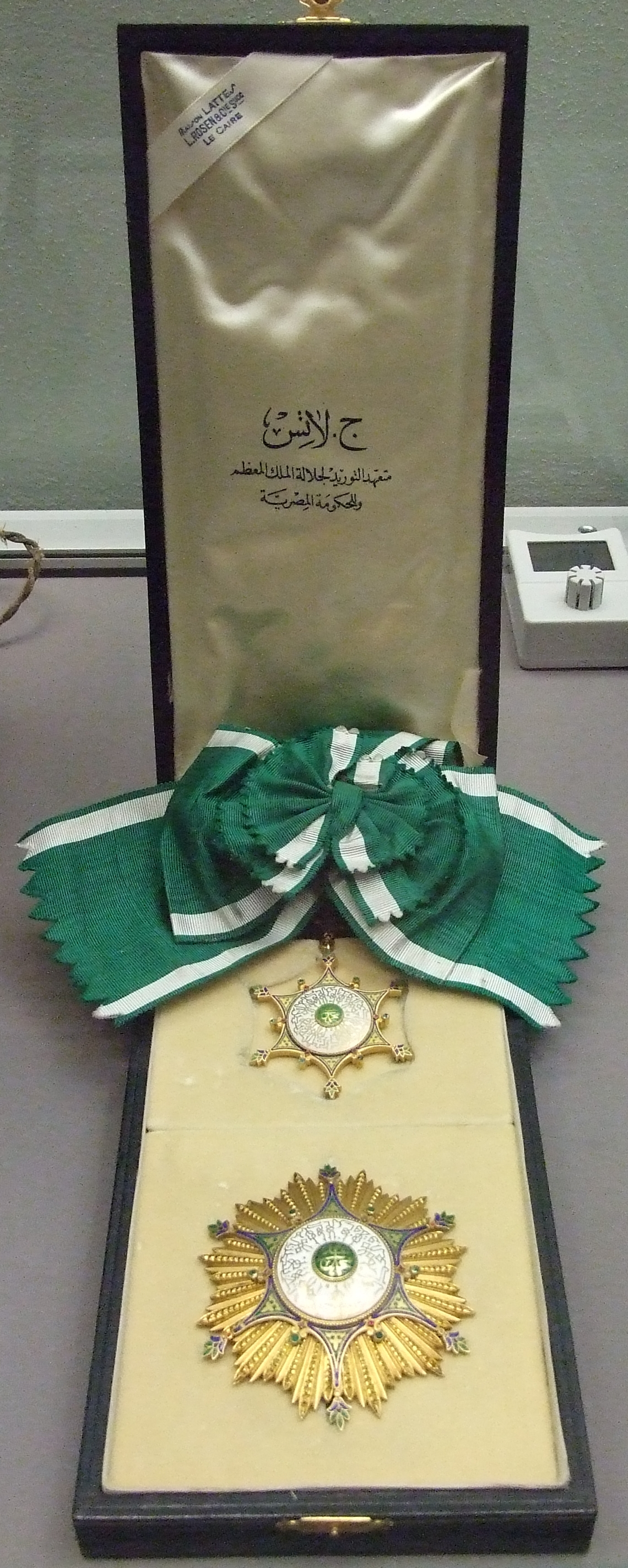
Orden Muhammad Ali

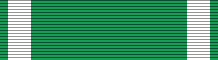
Bandschnalle

Der Muhammad-Ali-Orden war einer der höchsten ägyptischen Verdienstorden im Königreich Ägypten und wurde an Personen verliehen für große zivile oder militärische Dienste für die Nation. Der Orden wurde 1915 durch Sultan Hussein Kamil eingeführt und nach dem Militärputsch von 1952 wieder abgeschafft. Benannt wurde er nach dem Khediven Muhammad Ali Pascha. Das Band ist grün mit je einem silberne vertikalen Streifen beiden Rändern.

## Ordensklassen
Der Orden besteht aus fünf Klassen:
- Großkreuz
- Großoffizier
- Komtur
- Offizier
- Ritter

## Berühmte Träger des Ordens
- Tomáš Garrigue Masaryk
- Ahmet Zogu
- Mulai Yusuf
- Paul Hymans
- Amha Selassie I.
- Miklós Horthy
- Hussein ibn Ali
- Abdallah ibn Husain I.
- Georg VI.
- Eduard VIII.
- Rainier III.
- Reza Schah Pahlavi
- Mohammad Reza Pahlavi
- Ahmad Schah Kadschar